# Тинеев, Вячеслав Фёдорович
Вячеслав Фёдорович Тинеев (1 мая 1933, Калуга, Московская область — 20 мая 2013) — советский яхтсмен. Участник летних Олимпийских игр 1976 года.

## Биография
Вячеслав Тинеев родился 1 мая 1933 года в городе Калуга Калужского округа Московской области (сейчас в Калужской области).
Начал заниматься парусным спортом в 16-летнем возрасте. Выступал в соревнованиях по парусному спорту за московские Вооружённые силы. Участвовал в турнирах в классах «Ёрш» и «Олимпик». В 1962 году стал чемпионом СССР в классе «Летучий голландец». Впоследствии выступал в классах Р5,5 и «Дракон».
В 1970-е годы стал шкотовым в экипаже Владимира Васильева в классе «Торнадо». «Я сам предложил Вячеславу быть моим шкотовым, имея в виду его небольшой вес (68 кг), преданность парусному спорту и приятное выражение лица», — вспоминал Васильев.
В 1976 году вошёл в состав сборной СССР на летних Олимпийских играх в Монреале. В классе «Торнадо» в паре с Владимиром Васильевым занял 12-е место, набрав 116,0 балла — на 78,0 балла больше, чем завоевавшие золото Джон Осборн и Рег Уайт из Великобритании.